# Rourea puberula
Rourea puberula är en tvåhjärtbladig växtart som beskrevs av John Gilbert Baker. Rourea puberula ingår i släktet Rourea och familjen Connaraceae. Inga underarter finns listade i Catalogue of Life.